# Hirtodrosophila subarctica
Hirtodrosophila subarctica är en tvåvingeart som först beskrevs av Walter Leopold Victor Hackman 1969.  Hirtodrosophila subarctica ingår i släktet Hirtodrosophila och familjen daggflugor. Inga underarter finns listade i Catalogue of Life.